# Sterntag
Ein Sterntag ist die Zeitspanne zwischen zwei oberen Kulminationen des Frühlingspunkts, verursacht durch die Eigendrehung der Erde. Der Sterntag bildet die Basis der sogenannten Sternzeit, einer in Astronomie und Geodäsie verwendeten Zeitskala.
Ein mittlerer Sterntag dauert etwa 86.164,0905 Sekunden, gemessen in SI-Einheiten, beziehungsweise 23,93446958 h oder 23 Stunden 56 Minuten 4,0905 Sekunden und ist damit um rund 1⁄365 kürzer als ein mittlerer Sonnentag (auf dem der bürgerliche Tag und darüber auch der übliche Kalendertag basiert).
In genauen astronomischen Jahrbüchern werden die Sternörter meist für den Zeitpunkt der Kulmination in Greenwich tabuliert. Somit ist das Tafelintervall eine ganze Zahl von Sterntagen. Um Fehlern bei der Interpolation vorzubeugen, wird das Argument oft nicht in Stunden, sondern in Tagesbruchteilen angegeben.

## Namensgebung
Trotz seines Namens bezieht sich der Sterntag nicht präzise auf die Sterne, sondern auf den Frühlingspunkt, der sich durch die Präzession der Erde allmählich gegenüber den Fixsternen verschiebt.
Allgemein wird in der Astronomie für „auf den Frühlingspunkt bezogen“ das Wort „tropisch“ verwendet; daher heißt die dem Sterntag entsprechende jährliche Periode, verursacht durch den Umlauf der Erde um die Sonne, ein tropisches Jahr. Während man allerdings von tropischem Jahr und tropischem Monat spricht, ist die Bezeichnung tropischer Tag anstelle von Sterntag nicht gebräuchlich, obwohl sie logisch und konsequent wäre.

## Unterschied zum siderischen Tag
Im Unterschied zum Sterntag bezieht sich ein siderischer Tag tatsächlich auf den Fixsternhimmel als Hintergrund und beschreibt die Zeitspanne zwischen zwei oberen Kulminationen eines (von seiner Eigenbewegung befreiten) fernen Sterns (siehe auch siderische Periode). Der damit nicht von der Präzession beeinflusste siderische Tag dauert daher etwa 8 Millisekunden länger als ein Sterntag.
Im englischsprachigen Schrifttum werden beide Begriffe genau umgekehrt benutzt, was leicht zu Verwechslungen führt: die wörtliche Übersetzung des deutschen Worts „Sterntag“ – „stellar day“ – bezeichnet dort, was im Deutschen als „siderischer Tag“ bezeichnet wird, und umgekehrt die wörtliche Übersetzung des deutschen „siderischen Tags“ – „sidereal day“ – das, was im Deutschen der etwas kürzere „Sterntag“ ist.

## Sterntag und Erdrotation
In der astronomischen Praxis wird häufig – in vereinfachter Berechnung der Koordinaten von beobachteten Himmelskörpern – die Dauer des mittleren Sterntags auch als (angenäherte) Rotationsdauer der Erdumdrehung bezeichnet, obgleich die Dauer des mittleren siderischen Tages näher am Fundamentalsystem der Astronomie gemessen wäre. Da jedoch die Geschwindigkeit der Erdrotation nicht konstant ist, sind die aktuellen Zeitspannen sowohl eines siderischen Tages wie auch eines Sterntages leichten Schwankungen unterworfen, die sich im Bereich einiger Millisekunden bewegen.